# Корврач
Корврач — сокращённое название должности «корпусной врач» и персональное воинское звание (В/З) высшего начальствующего (военно-медицинского) состава в Красной Армии и ВМФ ВС Союза ССР. 
Персональное воинское звание «Корврач» было выше В/З дивврача, ниже армврача.

## История
В/З введено Постановлением ЦИК СССР и СНК СССР «О введении персональных военных званий начальствующего состава РККА», от 22 сентября 1935 года, взамен всех прежних званий военно-медицинского состава служебных категорий К-12 и К-13. Предназначалось для начальников военно-медицинской службы в военных округах (на фронтах), также его могли носить специалисты центральных управлений Наркомата обороны СССР, руководители военно-учебных заведений. В пограничных и внутренних войсках НКВД это звание было установлено приказом № 331, от 23 октября 1935 года, и предназначалось для окружных медицинских специалистов, начальников центральных медицинских управлений и руководителей научно-исследовательских подразделений центрального аппарата наркомата, могло присваиваться и военнослужащим морских частей войск. Кроме того, это звание могли носить и высшие руководители Наркомздрава СССР, а также руководители академических научно-исследовательских организаций. Следует учитывать, что данное звание могло быть присвоено только лицу с высшим медицинским образованием, являющемуся практикующим врачом, прочий начальствующий состав в этой службе, включая и фармацевтов, носил звания военно-хозяйственного состава.
Скольким лицам было присвоено звание корврач — точно не установлено. Из них трое были репрессированы в 1937—1938 годах: Кушнер М. Г., Кангелари В. А., Баранов М. И., двое Долганов В. Н. и Турнер Г. И. умерли в 1941 году.
В марте 1940 года по проекту К. Е. Ворошилова предполагалось ввести персональное воинское звание генерал-лейтенант санитарной службы.
Звание корврач было упразднено Постановлением ГКО СССР № 2685 «О введении персональных воинских званий военно-медицинскому и военно-ветеринарному составу Красной Армии», от 2 января 1943 года. При переаттестации в 1943 году военнослужащим ВС Советского Союза, имеющим данное персональное звание, в соответствии с перечнем должностей, присваивалось персональное звание генерал-лейтенанта медицинской службы, а корврач Кючарианц А. Г. 21 апреля 1943 года получил звание генерал-майор медицинской службы.
| Род войск                                       | Соответствующее звание/должность |
| В командном составе                             | В командном составе |
| ----------------------------------------------- | --- |
| в сухопутных и военно-воздушных силах РККА      | комкор |
| Народный комиссариат внутренних дел СССР        | комиссар государственной безопасности 3-го ранга, введённое постановлением ЦИК и СНК СССР от 7 октября 1935 года (военнослужащие пограничных и внутренних войск НКВД имели воинские звания, принятые в РККА) |
| Военно-Морской Флот СССР                        | флагман 1-го ранга |
| ВВС ВМФ и береговая служба                      | комкор |
| В начальствующем составе                        | |
| в военно-политическом составе всех родов войск  | корпусный комиссар |
| в военно-техническом составе всех родов войск   | коринженер |
| в военно-техническом составе ВМФ                | инженер-флагман 1-го ранга |
| в военно-хозяйственном составе всех родов войск | коринтендант |
| в военно-ветеринарном составе всех родов войск  | корветврач |
| в военно-юридическом составе всех родов войск   | корвоенюрист |

## Знаки различия

### РККА
Знаки различия на петлицах — три красных ромба в петлицах. Над ромбами была эмблема военно-медицинского состава — сосуд гигеи золотого цвета, установленная приказом НКО СССР № 33, от 10 марта 1936 года.
Постановлением СНК СССР № 2590, от 2 декабря 19?? года, для военно-медицинского состава была установлена тёмная-зелёная расцветка петлиц с красным кантом.

### РККФ
Во флоте расцветки галунов и просветов на нарукавных знаках различия были установлены Постановлением СНК СССР № 2591, от 2 декабря 1935 года. Цвет галунов и звёзд над ними был белый (сребристый), а цвет просветов (выпушек) между галунами — зелёный. 
Корврачу ВМФ ВС Союза ССР полагался один широкий и два средних галуна серебристого цвета с двумя зелёными просветами между ними. Над галунами была размещена одна серебристая пятиконечная звезда.

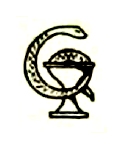
Петличный знак, 1936 года.
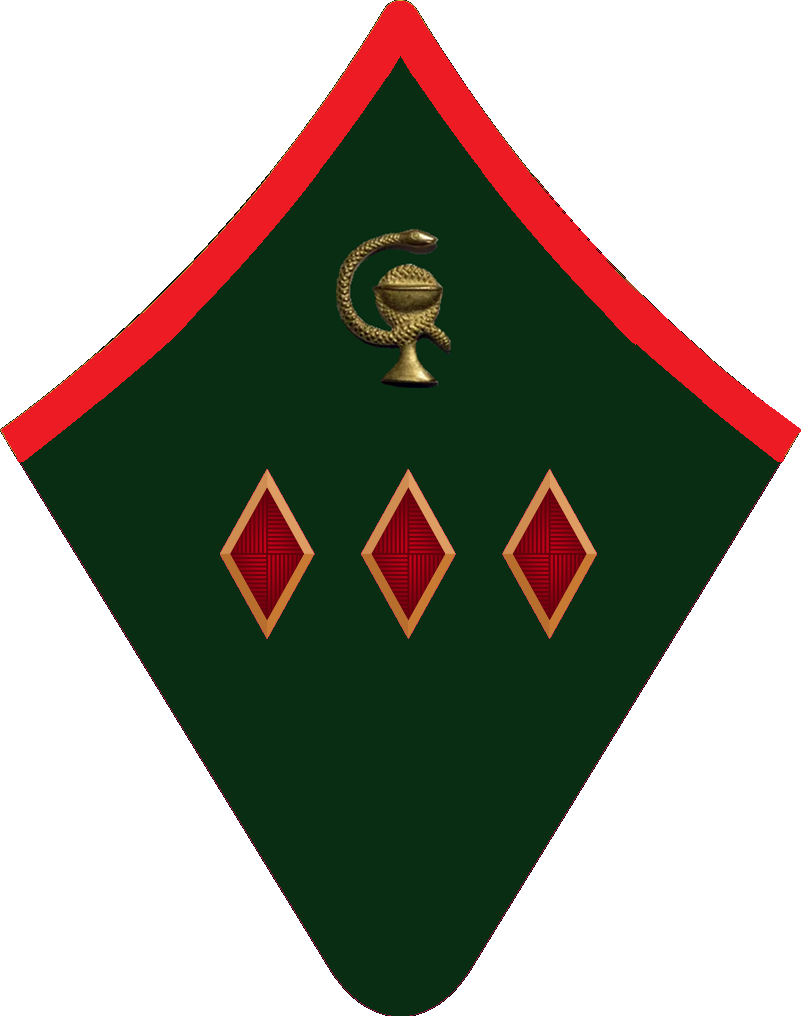
Петлица корврача для шинели.
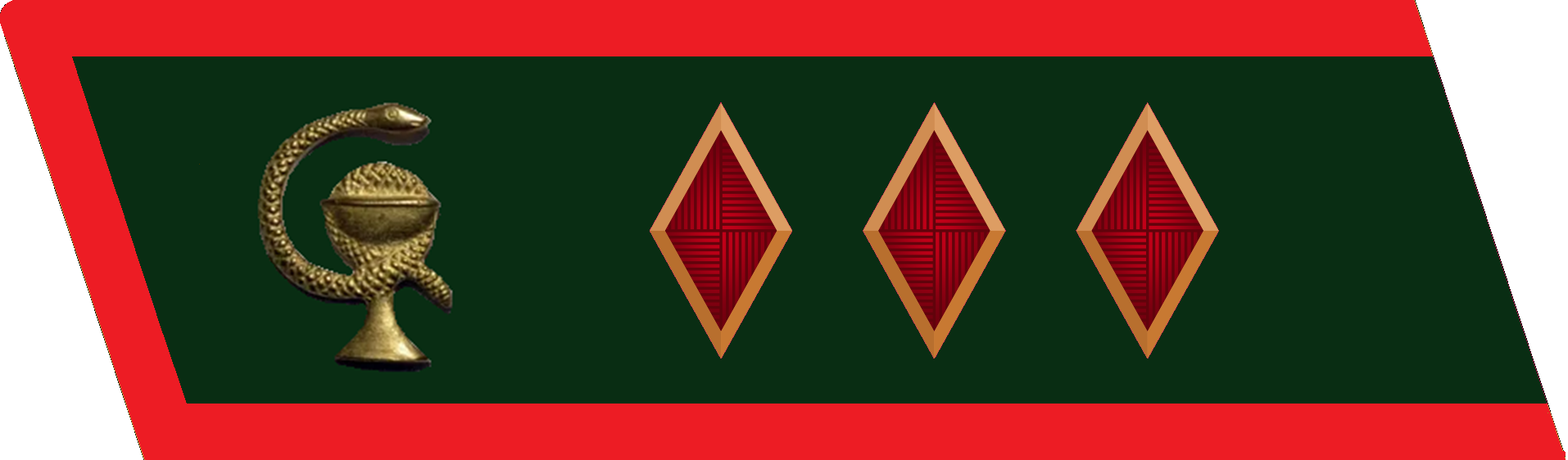
Петлица корврача для гимнастёрки.
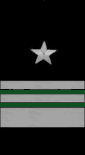
Нарукавные нашивки корврача ВМФ СССР.

## Присвоения[5]
Ниже представлен перечень персоналий, возможно не полный, кому было присвоено персональное воинское звание «Корврач»:
| Фамилия имя отчество                         | Дата присвоения звания | Примечания                                                                                           |
| -------------------------------------------- | ---------------------- | --- |
| Михаил Иванович Баранов (1888—1938)          | 20.11.1935             | - |
| Михаил Григорьевич Кушнер (1872—1938)        | 08.04.1936             | - |
| Валентин Александрович Кангелари (1883—1937) | 23.04.1936             | - |
| Артур Григорьевич Кючарианц (1889—1962)      | 22.02.1938             | Генерал-майор медицинской службы (21.04.1943)                                                        |
| Семён Семёнович Гирголав (1881—1957)         | 1940                   | Генерал-лейтенант медицинской службы (01.02.1943)                                                    |
| Генрих Иванович Турнер (1858—1941)           | 26.03.1941             | - |
| Николай Нилович Бурденко (1876—1946)         | 1941                   | Генерал-лейтенант медицинской службы (01.02.1943); Генерал-полковник медицинской службы (25.05.1944) |
| Леон Абгарович Орбели (1882—1958)            | 1941                   | Генерал-лейтенант медицинской службы (01.02.1943); Генерал-полковник медицинской службы (25.05.1944) |
| Владимир Николаевич Долганов (1868—1941)     | 1941                   | - |
| Ефим Иванович Смирнов (1904—1989)            | 1941                   | Генерал-лейтенант медицинской службы (01.02.1943); Генерал-полковник медицинской службы (10.10.1943) |
| Виктор Николаевич Шевкуненко (1878—1952)     | 1941                   | Генерал-лейтенант медицинской службы (01.02.1943)                                                    |
| Николай Николаевич Аничков (1885—1964)       | 1942                   | Генерал-лейтенант медицинской службы (01.02.1943)                                                    |
| Виктор Петрович Осипов (1871—1947)           | 1942                   | Генерал-лейтенант медицинской службы (01.02.1943)                                                    |
| Евгений Никанорович Павловский (1884—1965)   | 1942                   | Генерал-лейтенант медицинской службы (01.02.1943)                                                    |
| Владимир Игнатьевич Воячек (1876—1971)       | ?                      | Генерал-лейтенант медицинской службы (01.02.1943)                                                    |
| Владимир Николаевич Тонков (1872—1954)       | ?                      | Генерал-лейтенант медицинской службы (01.02.1943)                                                    |